# Бархин, Борис Григорьевич
Борис Григорьевич Ба́рхин (1912—1999) — советский архитектор и педагог. Лауреат Государственной премии РСФСР в области архитектуры (1968). Заслуженный архитектор РСФСР, почётный член Российской академии архитектуры и строительных наук, доктор архитектуры.

## Биография

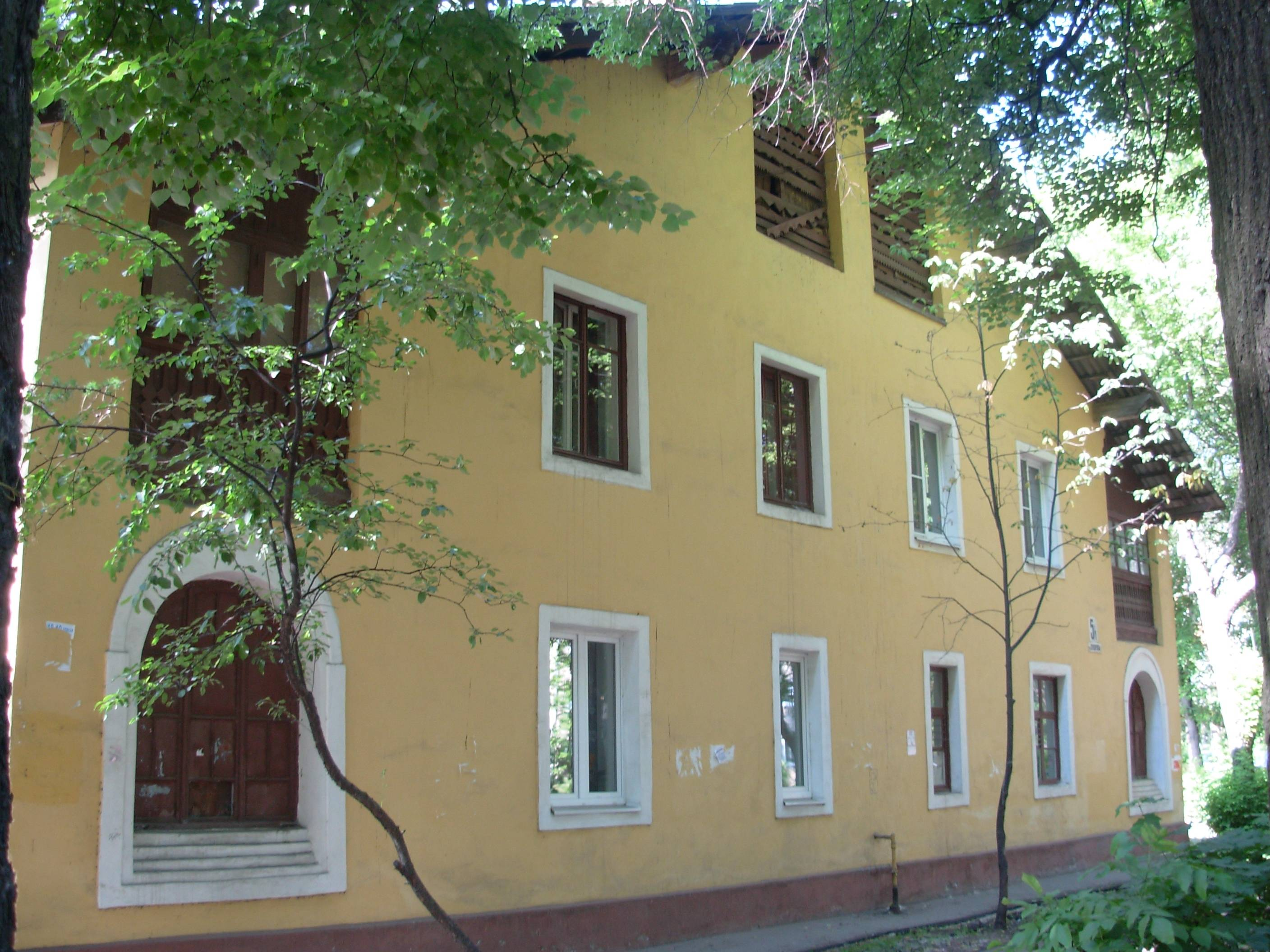
Двухэтажный дом в Королёве на улице Суворова, №5/1, построенный по проекту Бархина

Родился в Иркутске в семье Григория Борисовича Бархина, служившего там городским архитектором. Младший брат архитектора Михаила Григорьевича Бархина. Спустя три года после рождения Бориса семья переехала в Москву, а в 1917 году — на Кавказ, где Г. Б. Бархин проходил службу в должности начальника инженерных дружин Кавказского фронта. В 1920 году Бархины вернулись в Москву и поселились в Гнездниковском переулке в бывшем доходном доме Нирнзее.
С 1929 года Борис Бархин начал помогать отцу и старшему брату выполнять архитектурные проекты. С 1930 года посещал Студию живописи и рисунка под руководством профессоров Г. Я. Павлинова и В. А. Фаворского. В 1931 году поступил в Высшее инженерно-строительное училище, а год спустя перевёлся в Московский архитектурный институт (МАИ, ныне МАРХИ), где учился под руководством профессора Л. В. Руднева.
В 1935 году Бархин стал архитектором Архитектурно-проектной мастерской Военно-инженерной академии РККА и вплоть до 1943 года проектировал объекты Военпроекта. В 1936—1940 годах участвовал в разработке интерьеров вестибюля, аванзалов, фойе амфитеатра и концертного зала ЦТКА (авторы К. С. Алабян и В. Н. Симбирцев). Одновременно с практической деятельностью Б. Г. Бархин учился в аспирантуре МАИ под руководством академика архитектуры Н. Я. Колли, где в 1940 году защитил кандидатскую диссертацию на тему «Архитектура наружных лестниц общественных зданий Москвы и Ленинграда».
Во время Великой Отечественной войны Бархин занимался проектированием маскировки военных и стратегических объектов; с 1944 года — проектированием жилых посёлков в Костино и Валентиновке (сейчас в черте Королёва), а также в Брянске. После окончания войны вместе с отцом и старшим братом участвовал в проектировании генерального плана и реконструкции центра Севастополя.
С 1943 года Б. Г. Бархин начал преподавать в МАРХИ на кафедре Проектирования жилых и общественных сооружений. В 1947 году ему было присвоено звание доцента. Среди учеников Б. Г. Бархина — А. С. Бродский, Т. Арзамасова, И. В. Уткин, Л. Евзович, О. С. Рясков, М. А. Белов и М. Д.Хазанов.
Двое сыновей Б. Г. Бархина — Ю. Б. Бархин и Д. Б. Бархин — архитекторы.
Жил в Москве по адресу: улица Маршала Рыбалко, дом 10. Умер 1 октября 1999 года. Похоронен в Москве на Введенском кладбище (участок № 20).

## Признание
- Государственная премия РСФСР в области архитектуры (1968) — за архитектуру ГМИК имени К. Э. Циолковского
- заслуженный архитектор РСФСР
- орден «Знак Почёта» (21.09.1966)[8]

## Основные архитектурные работы

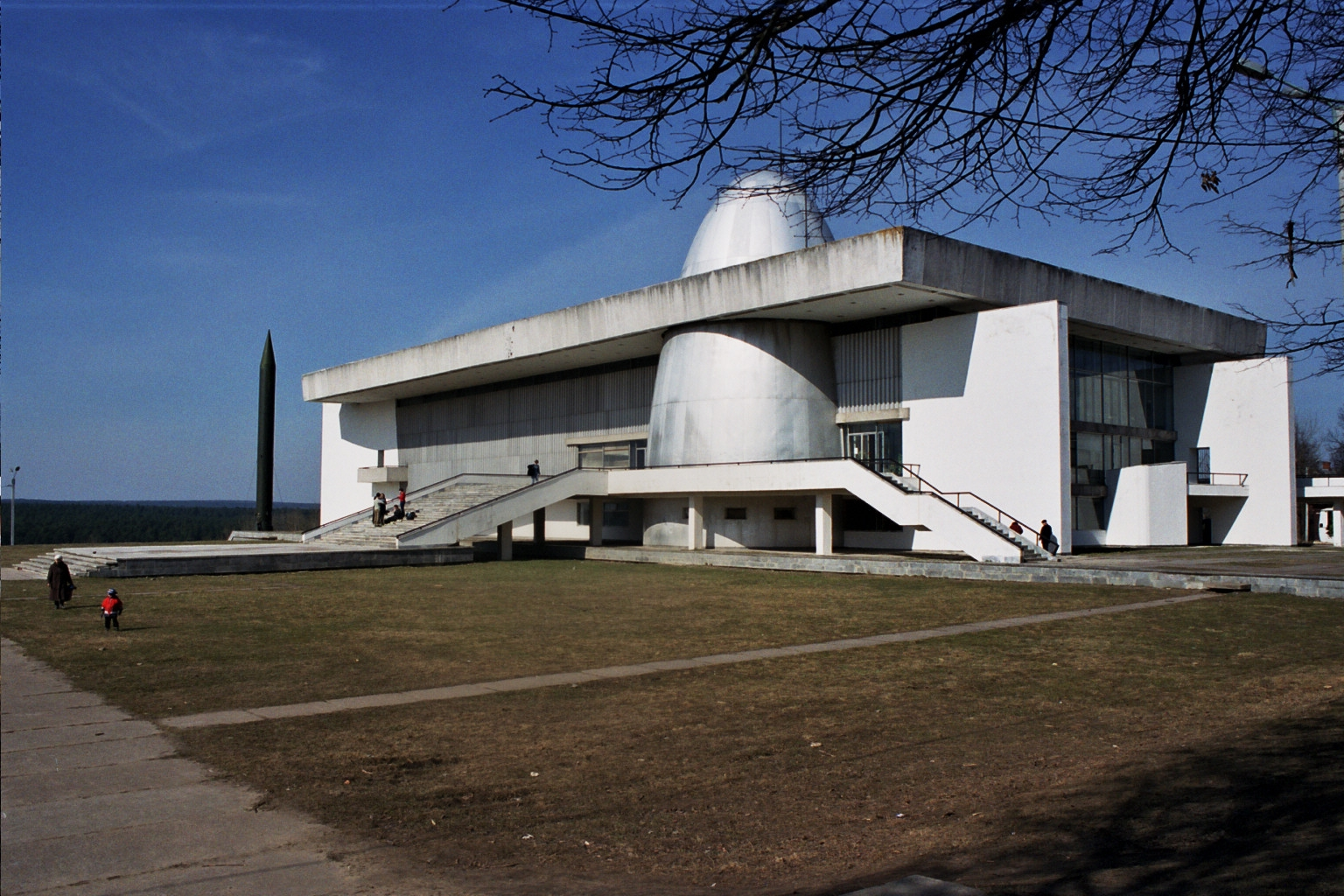
Государственный музей истории космонавтики имени К. Э. Циолковского

- Проект застройки Смоленской набережной, совместно с Н. И. Гайгаровым и М. М. Лерманом (1955, Москва);
- Дом для генеральского состава, совместно с Н. И. Гайгаровым (1955, Москва, Смоленская набережная, 5/13);
- Центральный музей Вооружённых сил СССР (1960—1965, Москва, улица Советской Армии, 2);
- Государственный музей истории космонавтики имени К. Э. Циолковского, совместно с Н. Г. Орловой, В. А. Строгим, К. Д. Фоминым. Е. И. Киреевым (1962—1968, Калуга, улица Академика Королёва, 2);
- Жилые здания в Минске, Беларусь.